# Delegación de Defensa en Extremadura
La Delegación de Defensa en Extremadura es el órgano territorial que se constituye en la Comunidad Autónoma para la gestión integrada de los servicios periféricos de carácter administrativo del Ministerio de Defensa y de sus organismos públicos.
Le corresponde el ejercicio de las funciones administrativas y servicios periféricos relacionados con la difusión de la cultura de Defensa, reclutamiento, aportación adicional de recursos humanos e incorporación laboral, administración del personal militar retirados o en situación de reserva sin destino, administración del personal civil, funcionario o laboral, que preste servicio en unidades, centros u organismos del Ministerio de Defensa, aplicación de políticas de apoyo a la movilidad geográfica y otras complementarias de la protección social y, en general, relacionadas con la acción social del personal militar, prevención de riesgos laborales, gestión patrimonial y asistencia a cargos y autoridades del Ministerio de Defensa cuando deban desplazarse por el territorio nacional en el ejercicio de sus funciones.

## Historia
Tiene su origen en el Real Decreto 2206/1993, de 17 de diciembre, por el que se creaban las Delegaciones de Defensa. 
La Orden 118/1994, de 7 de diciembre, determinó que la Delegación de Defensa en Badajoz, con sede en la capital de la provincia, entraría en funcionamiento el día 9 de enero de 1995. 
Posteriormente, el Real Decreto 915/2002, de 6 de septiembre, sobre organización y funcionamiento de las Delegaciones de Defensa, estableció que las Delegaciones de Defensa tendrían su sede en una capital de provincia y abarcarían el territorio de varias provincias. 
Finalmente, el Real Decreto 308/2007, de 2 de marzo, sobre organización y funcionamiento de las Delegaciones de Defensa, determinó que las Delegaciones de Defensa tendrían su sede en la capital de la provincia donde radicara el Gobierno de la comunidad autónoma, territorio sobre el que extenderían sus competencias, tomando su nombre de la comunidad autónoma en la que se encontraran establecidas.
Se ubica en la ciudad de Badajoz, tradicional plaza fuerte y amurallada, era la capital en la frontera de la Provincia de Extremadura, donde se encontraba la sede de la Capitanía General del Real Ejército de Extremadura, desde 1640.y suprimido este por el R.D. 2206/1993 y cuyas funciones y representación fueron asumidas parcialmente poe las Delegaciones de Defensa.

## Funciones
Entre las principales funciones de la Delegación de Defensa en Extremadura se encuentran la promoción de la cultura de Defensa, mediante la organización de eventos y para acercar a la población extremeña al ámbito militar y la seguridad nacional; la colaboración con la sociedad civil, estableciendo vínculos con instituciones locales, asociaciones y organizaciones con el fin de fomentar la cooperación cívico-militar en actividades de interés común; el apoyo a reservistas y veteranos, mediante la prestación de asistencia y recursos; y la divulgación de información relevante sobre las Fuerzas Armadas y la política de defensa española.

## Delegado de Defensa
Al frente de cada Delegación de Defensa existe un Delegado, cuyo nombramiento corresponde al Ministro de Defensa, a propuesta del Subsecretario de Defensa, entre Oficiales Generales y Oficiales tiendo atribuidas las siguientes facultades:
a) Ostentar la representación del Ministerio de Defensa.
b) Dirigir y coordinar todos los servicios integrados en la Delegación y ejecutar las políticas del Departamento.
c) Planificar las actividades de las diferentes unidades administrativas, impulsar los proyectos de actuación y modernización y velar por el cumplimiento de los objetivos del Departamento.
d) Cuidar del cumplimiento de las disposiciones, instrucciones y circulares que dicten las Autoridades del Ministerio de Defensa.
e) Dirigir la administración económica de los recursos asignados así como la gestión de los recursos humanos de la Delegación.
f) Ejercer las competencias y funciones que se le atribuyan en relación con el personal civil destinado en la provincia.
g) Colaborar y cooperar con las Autoridades civiles y militares de la provincia.
h) Ejercer aquellas otras funciones que legalmente se le asignen o le correspondan.
El Delegado es el jefe de la Delegación de Defensa y directo responsable de su funcionamiento. Le corresponde constituir cauce ordinario de relación con las autoridades civiles de la comunidad autónoma y las militares ubicadas en ella. Destaca, entre su labor, la de promoción y seguimiento de los convenios de colaboración de la Administración militar con organismos y entidades, públicos o privados, que radiquen dentro de su ámbito territorial.
Desde la constitución de la Delegación de Defensa en 1994, los Delegados/Subdelegados de Defensa han sido:
|  | Delegado de Defensa en Badajoz                                        | Delegado de Defensa en Cáceres                       |
|  | --------------------------------------------------------------------- | ---------------------------------------------------- |
|  | Col. (EA) Jesús Fernández Alba (1994-1996)                            | Col. (ET) Juan Mogollón Mogollón (1996 -1997)        |
|  | Col. (EA) José Maria Feijoo Jiménez (1996-2000)                       | Col. (ET) Juan Mogollón Mogollón (1996 -1997)        |
|  | Col. (EA) José Manuel Peñín Sánchez (2000-2004)                       | Col. (ET) Juan Antonio de la Rosa Yllera (1998-2007) |
|  | Col. (ET) Adolfo Alonso Erenas (2004-2007)                            | Col. (ET) Juan Antonio de la Rosa Yllera (1998-2007) |
|  | Delegado de Defensa en Extremadura/ Subdelegado de Defensa en Badajoz | Subdelegado de Defensa en Cáceres                    |
|  | Col. (ET) Adolfo Alonso Erenas (2007-2012)                            | Col. (ET) Juan Antonio de la Rosa Yllera (2007-2008) |
|  | Col. (ET) Adolfo Alonso Erenas (2007-2012)                            | Col. (ET) Jesús Estacio Ferro (2008-2014)            |
|  | Col. (ET) Ángel José Freixenet Imbroda (2012-2018)                    | Col. (ET) Enrique Martín Bernardi (2014-2020)        |
|  | Col. (EA) Jesús Antonio Caballero Calzada (2018- 2024)                | Col. (ET) Manuel del Pozo López (2020-2023)          |
|  | Col (ET) Ramón Ignacio Balsera Bocanegra (2024- )                     | Col. (ET) Vicente Lunar Bravo (2023- )               |

## Organización
La Delegación de Defensa en Extremadura cuenta con un Delegado de Defensa, como titular de la Delegación, un Secretario General, y dos Subdelegaciones de Defensa, en Badajoz y Cáceres, respectivamente.
En la Subdelegación de Defensa en Cáceres existe un Subdelegado de Defensa como titular de la Subdelegación y un Órgano de Apoyo, así como diversas áreas funcionales.
En la Subdelegación de Defensa en Badajoz, cuya sede coincide con la de la Delegación de Defensa, no se constituye Órgano de Apoyo, asumiendo sus funciones la Secretaría General de la Delegación. Cuenta, asimismo, con un Área de Personal y apoyo social, un Área de Reclutamiento (con Centro de Selección) y un Área de Patrimonio. 

## Subdelegaciones provinciales

### Subdelegación de Defensa en Badajoz

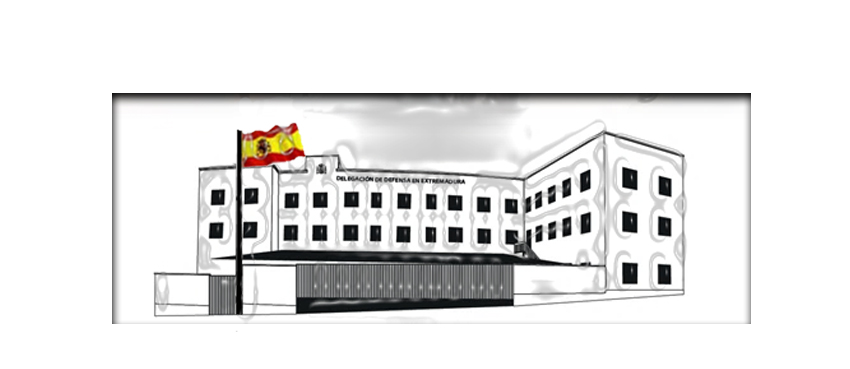
IMAGEN SDD BA

La Subdelegación de Defensa en Badajoz, situada en la capital de la provincia, tiene su ámbito de actuación en toda la provincia. El Delegado de Defensa en Extremadura ejerce también las funciones de Subdelegado de Defensa en Badajoz. Comparte instalaciones con la sede de la Delegación de Defensa.
Dentro del término municipal de Badajoz existen dos importantes unidades militares. 
Adscrita al Ejército de Tierra se encuentra la Base General Menacho, situada en la carretera EX-110, cercana a la población de Botoa, donde tiene su sede la Brigada de Infantería Mecanizada Extremadura XI, el Regimiento Acorazado Castilla 16, el Regimiento de Infantería Mecanizada Saboya 6, el Grupo de Artillería de Campaña XI, el Batallón de Zapadores XI, el Batallón de Cuartel General XI, el Grupo Logístico XI y la Unidad de Servicios Base.
Perteneciente al Ejército del Aire y del Espacio, la Base Aérea de Talavera la Real y Ala 23, se encuentra en la carretera Madrid-Lisboa (N-V), cercana a Talavera la Real, y en la actualidad tiene una doble función: docente y operativa. La primera se refiere a la enseñanza normalizada de caza y ataque en sus aspectos de combate aire-aire y aire-suelo. En su faceta operativa, la Unidad participa en diversos ejercicios en apoyo a la instrucción de las Unidades del Ejército del Aire. A lo largo del segundo semestre de 2019, además, se recibieron en la base los primeros aviones tripulados remotamente Predator-B, para realizar misiones de evaluación táctica, designación de blancos y apoyo a misiones de rescate de personal.

### Subdelegación de Defensa en la Provincia de Cáceres
Dependiente de la Delegación de Defensa en Extremadura, se encuentra en la ciudad de Cáceres, en el Cuartel Infanta Isabel, y su ámbito de actuación se extiende a toda la provincia.

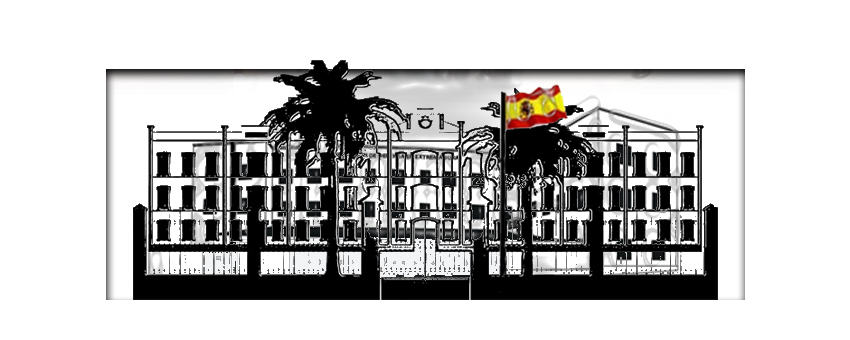
IMAGEN SDD CC

El Coronel Don Vicente Lunar Bravo es, desde el 15 de diciembre de 2023, el Subdelegado de Defensa en Cáceres.
En la ciudad se asienta el  Centro de Formación de Tropa (CEFOT 1), con sede en el acuartelamiento Santa Ana, que cuenta con un campo de maniobras, dos campos de tiro y uno de lanzamiento de granadas. En sus instalaciones no sólo se imparte la enseñanza de formación de tropa (especialidades fundamentales de Infantería y Caballería) del Ejército de Tierra para adquirir la condición de militar de tropa profesional, sino también el curso de Técnico Militar en Seguridad y Defensa del Ejército de Tierra, se gestiona el concurso-oposición para el ascenso a cabo 1º y cabo del ejército y el proceso para el acceso de los militares de tropa a una relación de servicios de carácter permanente.

## Sistema de gestión
Con el fin de cumplir los compromisos adquiridos con la sociedad en general, la Delegación de Defensa en Extremadura cuenta con una CARTA DE SERVICIO.

### Propósito
Formalizar la actividad de la Administración Militar en todo el territorio del Estado, mediante la gestión integrada de los servicios periféricos de carácter administrativo, promoviendo un mayor acercamiento de la Administración al ciudadano e integrando la Cultura de Defensa en la sociedad.

### Visión
Ser referente del Ministerio de Defensa en Extremadura tanto por la calidad en la gestión y servicios de atención pública, como por el compromiso con la Seguridad y Defensa Nacional y la labor de concienciación al respecto desarrollada en el conjunto de la sociedad.

### Cultura
- La mejora continua, el fomento de la innovación y adaptación permanente a los cambios tecnológicos y de toda índole a fin de crear valor sostenible para los grupos de interés. Para ello introduce técnicas de gestión que favorezcan un funcionamiento más eficiente, eficaz, rápido y próximo a los ciudadanos y usuarios, que satisfagan sus expectativas y necesidades.
- La optimización de recursos y mejora en la eficiencia y eficacia de la gestión ambiental, propiciando una cultura de eficiencia en la gestión de los recursos, tanto materiales y energéticos como humanos. Ser referente del Ministerio de Defensa en Extremadura tanto por la calidad en la gestión y servicios de atención pública, como por el compromiso con la Seguridad y Defensa Nacional y la labor de concienciación al respecto desarrollada en el conjunto de la sociedad.
- La organización del aprendizaje, propia de una Delegación con la vocación de crear, adquirir, implementar y transmitir el conocimiento, capaz de modificar el comportamiento de sus componentes para adaptarse a la evolución en la gestión del cambio.
- La satisfacción de sus grupos de interés, constituye el núcleo de partida de la gestión sobresaliente, encaminada a prestar un servicio que añada valor sostenible, como indicador clave del éxito en el cumplimiento del propósito y la misión. De tal manera que esos grupos de interés sean los evaluadores de la calidad del servicio.
- La conciencia de prestar un servicio relevante para el Ministerio de Defensa que repercute directamente en la sociedad y en la Cultura de Defensa, para ello “hacemos las cosas lo mejor que podemos y a veces lo mejoramos un poco más”.
- La actuación ética, imparcial, comprometida y tenaz con las expectativas y necesidades de los grupos de interés, empatizando con ellos. Especialmente demandada por unos líderes que actúan como modelo de referencia de estos valores y principios éticos.
- El espíritu de equipo, creando un sistema participativo de coliderazgo que enriquezca la actividad de la propia Delegación y un clima cultural proclive al compromiso del personal y a su participación, involucración y responsabilidad en el proceso del cambio.
- La responsabilidad social, para ello trata de contribuir al desarrollo sostenible.

Producto de este interés y compromiso desde el año 2006 las Subdelegaciones de manera independiente en principio y desde 2021 de manera conjunta y única la Delegación de Defensa en Extremadura se viene evaluando conforme al Modelo EFQM habiendo obtenido inicialmente el  sello de +300.
En 2024 mejoró sustancialmente su gestión y consiguió el sello de +500.